# Johanna Edberg
Johanna Edberg Viera, född 19 december 1987 i Fortaleza i Brasilien, är en volleybollspelare (libero) som spelat med Sveriges damlandslag i volleyboll.
Edberg är född i Fortaleza i Brasilien med en brasiliansk mamma och svensk pappa och började spela volleyboll där som sjuåring. Med familjen flyttade hon 1996 till Tyskland, 2001 tillbaka till Brasilien och 2005 till Sverige.
I Sverige blev hon två gånger svenska mästare med Katrineholms VK innan hon flyttade till Frankrike för spel med Hainaut Volley. Hon återvände till Katrineholm efter ett år och stannade kvar där ett år. Därefter bar det av till Schweiz för spel med först TS Volley Düdingen (2015-2017) och därefter VC Kanti. Edberg har flera gånger blivit utsedd till bästa libero i de ligor hon spelat i.
Hon har spelat 34 landskamper. Hon stoppades från spel i European Volleyball League 2017 då hon haft sin första spellicens i Brasilien.